# Rifugio Oratorio di Cunéy
Il rifugio Oratorio di Cunéy (pron. fr. AFI: [kynei]) è un rifugio situato nella località La Servaz, nel comune di Nus (AO), nel vallone di Saint-Barthélemy, nelle Alpi Pennine, a 2.652 m s.l.m.

## Storia

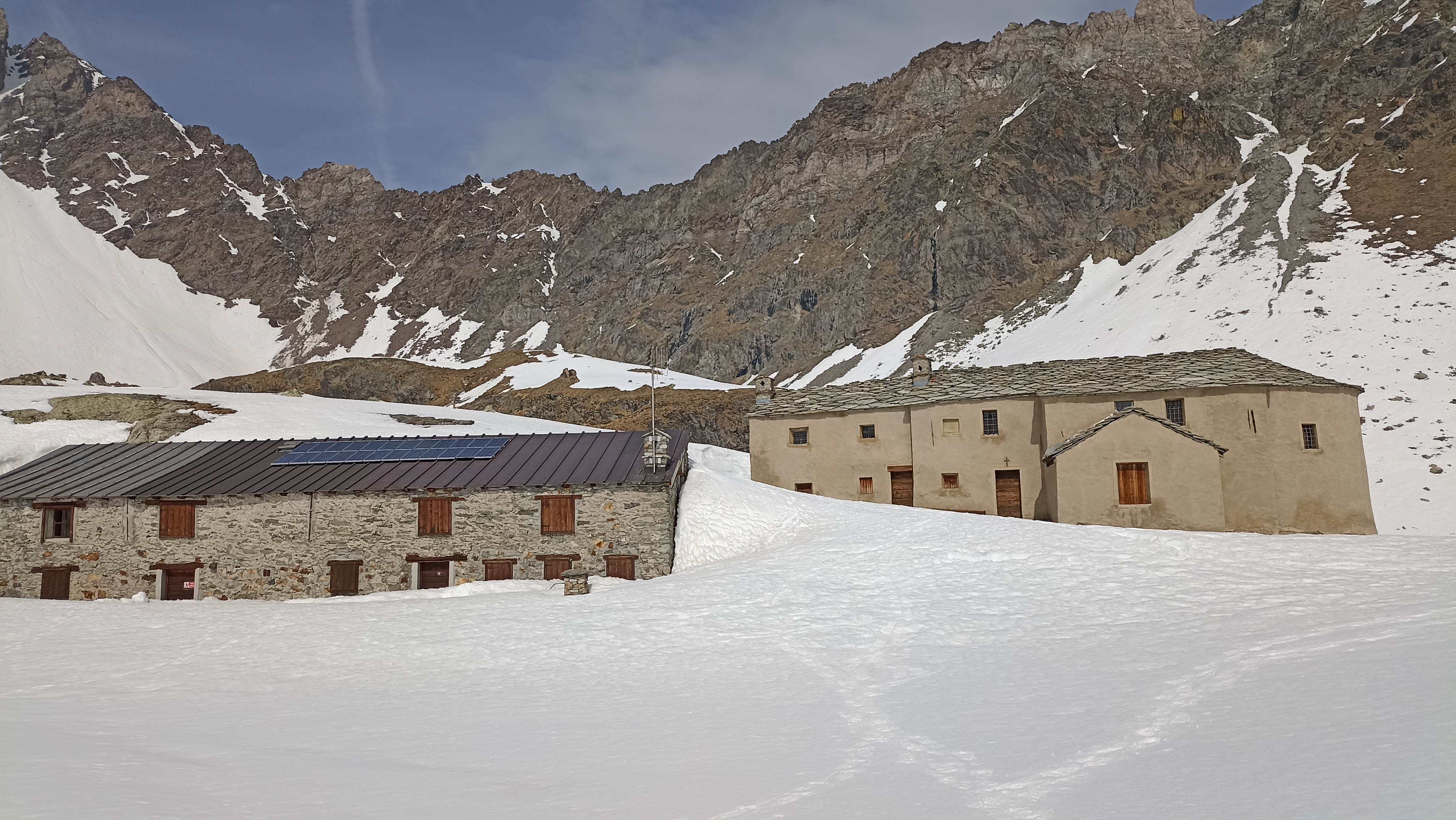
Il rifugio e l'oratorio in inverno.

Fin dagli inizi del XX secolo fu costruito un ricovero per i pellegrini che salivano al santuario di Cunéy.
L'attuale struttura fu inaugurata nel 1994 e si trova nei pressi del santuario.
Il rifugio, in quanto parte del progetto multisito che coinvolge altri rifugi valdostani, nel giugno 2004 ha ottenuto la certificazione ambientale di qualità UNI EN ISO 14001 e il 12 luglio 2005 è diventato autonomo dal punto di vista energetico ricevendo insieme agli altri rifugi del progetto il diploma per il turismo montano "Panda d'oro" del WWF Italia.

## Caratteristiche e informazioni
Il rifugio ha una capienza di 27 posti.
Si trova lungo il percorso dell'alta via della Val d'Aosta n. 1.

## Accessi
Si può salire al rifugio partendo da Lignan (1.633 m) e passando per il Col du Salvé (2.569 m).
In alternativa si può raggiungere il rifugio partendo dal Rifugio Magià.

## Ascensioni

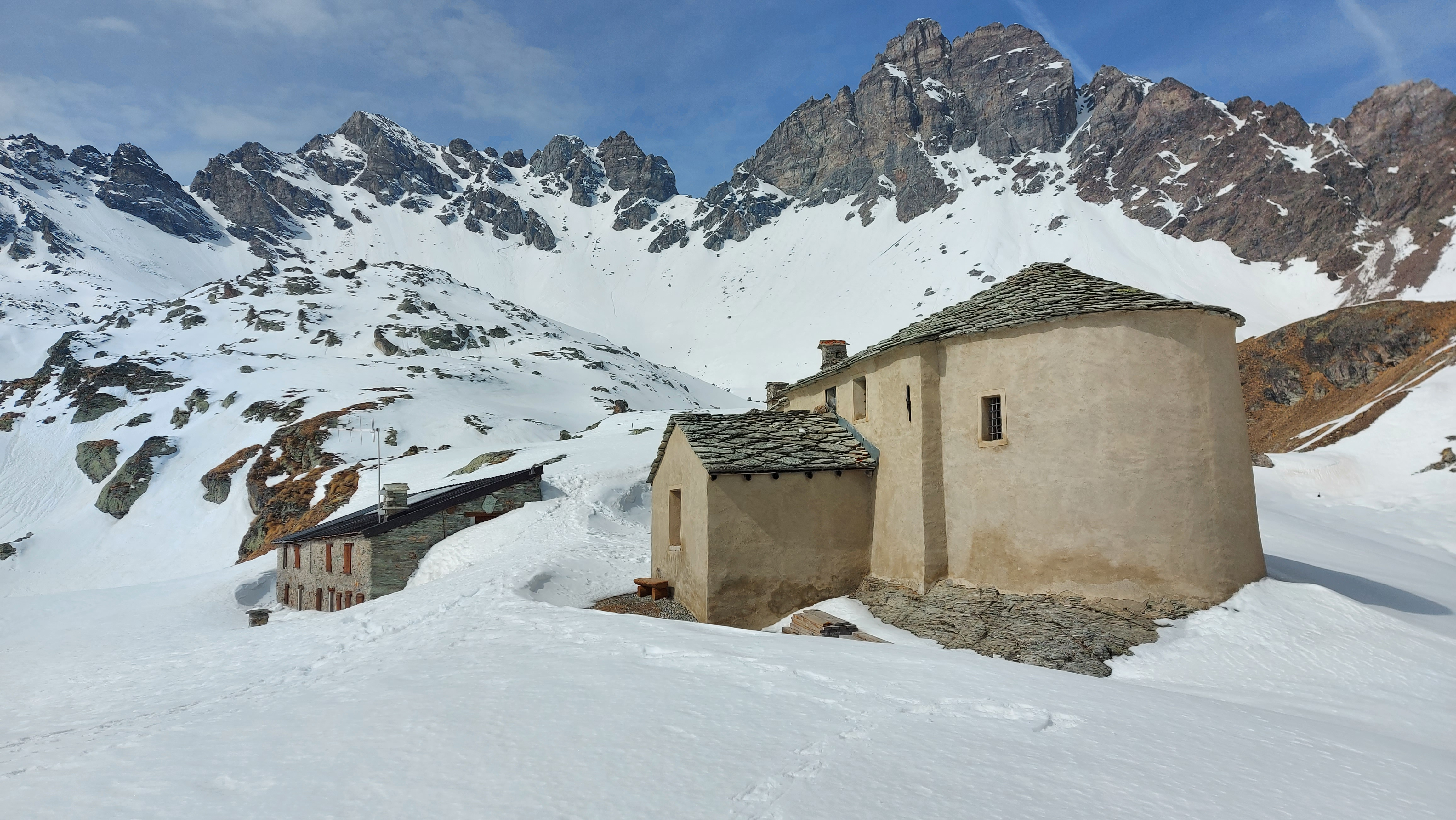
L'oratorio ed il rifugio sovrastati dalla Becca du Merlo.

- Becca du Merlo - 3.234 m
- Mont Pisonet - 3.205 m
- Pointe des Montagnayes - 3.050 m
- Becca de Fontaney - 2.971 m

## Traversate
- Rifugio Barmasse - 2.200 m
- Rifugio Prarayer - 2.005 m